# Marianne Lüdeke
Marianne Lüdeke, auch Marianne Lüdecke, (* um 1850; † frühestens 1912) war eine deutsche Opernsängerin (Sopran).

## Leben
1866 wurde Marianne Lüdecke nach Karlsruhe ans großherzogliche Hoftheater engagiert. Der Deutsche Bühnen-Almanach von 1869 erwähnt Lüdeke noch als Karlsruher Ensemblemitglied; etwa um diese Zeit wechselte sie aber ihren Wirkungsort und ging ans Schweriner Hoftheater. Dort wirkte sie von 1868 bis 1871. Sie absolvierte 1871 ein Gastspiel auf Engagement als Fidelio in München und stand dort auch als Gräfin in Figaros Hochzeit auf der Bühne. Ein Münchner Kritiker äußerte sich nicht durchwegs begeistert, schrieb aber: „Wir glauben, daß Frl. Lüdeke das Material zur dramatischen Sängerin besitzt, und daß sie bei richtiger Anleitung, schließlich der Hofbühne eine gute Acquisition sein dürfte.“ Später war Lüdeke Primadonna am Hoftheater in Coburg-Gotha, das sie wohl 1874 verließ.
Die dramatische Sängerin wurde als „Schumann's erste Genoveva“ bezeichnet, war aber nicht die Sängerin in der Leipziger Uraufführung 1850. Von ihren erfolgreichen Darbietungen sind „Fidelio“, „Elisabeth“, „Donna Anna“ und „Valentine“ zu nennen. Bereits vor der Jahrhundertwende lebte sie in Berlin, dort bis mindestens 1912. Zu ihren Schülerinnen in Berlin gehörte Margarete Steiner.